# 竹内直人
竹内 直人（たけうち なおと、1957年（昭和32年）9月28日 - ）は、日本の警察官僚。NPO法人災害時警友活動支援ネットワーク代表理事。警察大学校長、東北管区警察局長などを務めた。福井県生まれ。

## 来歴・人物
1981年、東京大学卒業後、警察庁入庁。
2003年、青森県警本部長、翌年のスマトラ沖大地震・インド洋大津波の際には、警察庁国際課長として日本から被災地に警察官を派遣する任務に携わった。その後、最大被災地のインドネシアに2年間駐在した。
2009年10月から2011年10月まで宮城県警本部長を務め、東日本大震災時には、宮城県内の被災地に広まるデマをうち消すための対策を重視。自らも仙台市宮城野区の小学校に設けられた避難所を訪れ、自身が作ったビラを被災者に渡し、「デマに惑わされないで」と説明した。
2011年10月、警察庁警備局外事情報部長、2013年6月、東北管区警察局長。
2014年8月、警察大学校長、2015年退官。
退官後、「警察謝恩伝道士」を名乗って震災の語り部活動を続けるかたわら、安倍晋三銃撃事件を受け引責辞任した櫻澤健一元警察庁警備局長の慰労会で東日本大震災の思い出を話し合う中などで、災害対応の社会実装への思いを強くし、2023年9月に警察退職者による災害時の支援組織・NPO法人「災害時警友活動支援ネットワーク」を立ち上げ、同代表理事に就任。

## リンク
- NPO法人災害時警友活動支援ネットワーク
- 警察謝恩伝道師のブログ